# وات دو آي هاف تو دو
«وات دو آي هاف تو دو» (بالإنجليزية: What Do I Have to Do)‏ أو «ماذا علي أن أفعل» هي أغنية للفنانة الأسترالية كايلي مينوغ والتي أخذت من ألبومها الثالث ريذم أوف لوف (1990). وهي من تأليف وإنتاج فريق ستوك أيتكين واترمان. كان من المقرر في الأصل أن تصدر الأغنية بعد «بيتر ذا دافل يو نو»، ولكن أصدرت «ستيب باك إن تايم» بدلا منها لتكون هذه الأغنية الثالثة التي تصدر في 21 يناير 1991. تلقت الأغنية مراجعات إيجابية من معظم نقاد الموسيقى، الذي رأوا أن الأغنية أصبحت من فورها كلاسيكية بين أغاني البوب. وقد وصفت الأغنية بأنها تتبع موسيقى الريف، ما يعكس اهتمام مينوغ المتزايد بموسيقى الهاوس.
وصلت الأغنية إلى المركز 11 في مسقط رأسها أستراليا. وبلغت المركز السادس في المملكة المتحدة. كما حققت نجاحا طفيفا في فرنسا وهولندا.
أدت مينوغ الأغنية في معظم جولاتها الموسيقية، مثل جولة ريذم أوف لوف، جولة ليتس غيت تو إت، جولة إنتميت أند لايف. كما أدتها في جولة شوغيرل: ذا غريتيست هيتس وجولة هومكامينغ، وفي الآونة الأخيرة أدت الأغنية في جولة أفروديت ورلد تور.